# Хмельники (село, Борисоглебский район)
Хмельники — село в Борисоглебском районе Ярославской области России, входит в состав Высоковского сельского поселения.

## География
Расположено в 7 км на восток от центра поселения села Высоково и в 24 км на юго-запад от райцентра посёлка Борисоглебский.

## История
Хмельники принадлежали Ростовскому Спасскому монастырю. Первоначальная церковь была построена здесь монастырем, потому что в 1720 году здесь уже существовала церковь св. Николая, что видно из надписи на цветной триоди XVII века. Каменная одноглавая церковь с колокольней во имя Смоленской Пресвятой Богородицы и св. Николая построена усердием прихожан в 1851 году; а до 1835 года здесь была деревянная церковь, которая и сгорела. В 1896 году была построена кирпичная церковь в русском стиле на средства крестьянина С. Е. Лебедева и др.
В конце XIX — начале XX село входило в состав Березниковской волости Ростовского уезда Ярославской губернии. В 1885 году в селе было 24 двора.
С 1929 года село входило в состав Тюфеевского сельсовета Борисоглебского района, с 1959 года — в составе Высоковского сельсовета, с 2005 года — в составе Высоковского сельского поселения.

## Население
| 1859 | 2007 | 2010 |
| ---- | ---- | ---- |
| 149  | ↘4   | ↗6   |

## Достопримечательности
В селе расположена недействующая Церковь Смоленской иконы Божией Матери (1851).